# Conus tuticorinensis
Conus tuticorinensis é uma espécie de gastrópode do gênero Conus, pertencente a família Conidae.